# Kânnauj
Kânauj (hindî : कन्नौज), autrefois Canouge en français, est une ville de l'État de l'Uttar Pradesh en Inde, chef-lieu du district homonyme.

## Histoire

Les empires indiens médiévaux dans leur extension maximale : Pala, Pratihâra, Rashtrakuta

Son nom provient de « Kânyâkubjâ » (« kânyâ », « vierge » et « kubjâ », « bossue ») une des épithètes de Dourgâ. La ville a donné son nom au dialecte dit kânauji.
Ancienne Kanyakubja, Mahodaya et Gâdhipura - c'est aussi la Kanogiza de Ptolémée - sa prospérité est très ancienne et c'était un centre urbain important au temps des Gupta.
Kânnauj culmine au VIIe siècle sous le règne d'Harsha dont c'est la capitale mais aussi le centre culturel de son empire. La ville compte alors près de 120 000 habitants et c'est la cinquième la plus peuplée au monde, après Constantinople, Ctésiphon, Luoyang et Chang'an. Le pèlerin chinois Xuanzang la visite à cette époque. Cependant, son empire s'effondre peu après sa mort.
De la fin du VIIe siècle au Xe siècle, Kânauj est l'objet d'une lutte d'influence entre les trois dynasties dominantes du temps, les Pratihâra, les Rashtrakuta du Deccan et les Pala du Bengale. Le râja Pâla Dharmapâla en défait le roi Indrayudha et y installe un de ses vassaux, Chakrayudha.
Au IXe siècle, le râja Pratîhâra Nâgabhata II s'empare de Kânauj et en fait la capitale de sa dynastie pour quasiment deux siècles, période au cours de laquelle la ville devient un centre célèbre de poésie. L'affaiblissement des Pratîhâra permet au râja Râshtrakûta Indra III Jagattunga de contrôler la ville brièvement en 916, mais il en est chassé par une alliance du Pratîhâra Mahîpâla et des Chandela. Cependant, à la fin du siècle, le territoire des Pratîhâra se réduit à un petit royaume autour de la ville.
En 1018, Kânauj est mise à sac par Mahmoud de Ghaznî ce qui entame une période de chaos pour la cité qui s'achève par l'établissement de la dynastie locale des Gahadavala à la fin du XIe siècle. Kânauj renoue alors avec une certaine prospérité jusqu'en 1193. Elle est alors mise à sac par Muhammad Ghûrî (ou Muhammad de Ghor) sous le règne  du dernier roi hindou
Jayachandra, le rival de 
Prithivîrâja Châhumâna III. Elle est à nouveau détruite par Sher Shâh Sûrî en 1540 après sa victoire sur Humâyûn.

## Lieux et monuments
Les ruines de l'ancienne cité se répartissent sur le territoire de cinq villages à l'est de la nouvelle ville, occupant un demi-cercle de quelque six kilomètres de diamètre. Aucun bâtiment de la période hindoue n'a survécu, mais la grande mosquée, construite par Ibrâhîm Shâh Sharqî de Jawnpur en 1406 sur les temples hindous et en utilisant leurs matériaux, est toujours appelée localement par les hindous la cuisine de Sītā.